# AM d'Hèrcules
AM d'Hèrcules (AM Herculis) és una estrella variable nana vermella de la constel·lació d'Hèrcules. Aquesta estrella, amb l'estrella AN Ursae Majoris, és el prototip d'una categoria d'estrelles variables cataclísmiques anomenades polars, o estrelles de tipus AM Her.
Va ser catalogada per primera vegada l'any 1923 per Max Wolf i va ser llistada a l'època com Veränderlicher 28.1923, i és ara AN 28.1923 al  General Catalogue of Variable Stars. Es va observar que es tractava d'una estrella variable irregular amb una magnitud aparent d'entre 12 i 14. L'any 1976, l'astrònom S. Tapia va descobrir que la llum de l'estrella era polaritzada a la vegada linealment i circularment, mostrant que hi havia un fort camp magnètic envoltant el sistema i revelant que aquest últim era més complex del que es pensava abans.